# Condado de Berat
El condado de Berat (en albanés: Qarku i Beratit) es uno de los doce condados de Albania. Comprende los antiguos distritos de Berat, Kuçovë y Skrapar y su capital es Berat.

## Municipios
Desde la reforma de 2015, se organiza en los municipios de Berat, Kuçovë, Poliçan, Skrapar y Ura Vajgurore. Los municipios comprenden las siguientes unidades municipales:
Berat
- Berat
- Otllak
- Roshnik
- Sinjë
- Velabisht

Kuçovë
- Kozare
- Kuçovë
- Lumas
- Perondi

Poliçan
- Poliçan
- Tërpan
- Vërtop

Skrapar
- Bogovë
- Çepan
- Çorovodë
- Gjerbës
- Leshnjë
- Potom
- Qendër
- Vendreshë
- Zhepë

Ura Vajgurore
- Cukalat
- Kutalli
- Poshnjë
- Ura Vajgurore

## Demografía
| Gráfica de evolución de Condado de Berat entre 2004 y 2016 |
|                                                            |